# Liu Sheng
Liu Sheng (chinesisch 劉勝; † 113 v. Chr.) war ein Prinz der chinesischen Han-Dynastie. Er war der neunte Sohn des Kaisers Jing, der von 157 bis 141 v. Chr. über China herrschte. Den Titel Prinz von Zhongshan erhielt er im Jahre 154 v. Chr. Seine Gemahlin Dou Wan (竇綰) überlebte ihren Gemahl nur geringfügig, der 113 v. Chr. starb. Sein postumer Titel lautet Prinz Jing von Zhongshan.
Liu Sheng und seine Gemahlin wurden in einem Grab im Bezirk Mancheng in der heutigen Provinz Hebei bestattet, das 1968 bei Bauarbeiten entdeckt wurde. Das Grabgewölbe misst etwa 2700 Kubikmeter. Überreste der Leichname von Liu Sheng und Dou Wan wurden mit Grabgewändern gefunden, die aus 2.498 Platten Jade bestanden und mit mehr als einem Kilogramm Goldschnüren verbunden waren. Bei den Ausgrabungen kamen auch 2.800 Grabbeigaben zutage. Das Grab von Liu Sheng und Dou Wan war der erste Fund von Grabgewändern aus Jade.
Der spätere Kaiser der Shu Han, Liu Bei, berief sich auf Abstammung von Liu Sheng. In Luo Guanzhongs Roman Die Geschichte der Drei Reiche wird diese Abstammung erläutert, allerdings sind die Angaben fraglich.

„Liu Jing, der Kindlichtreue Kaiser, hatte vierzehn Söhne. Deren siebter war Liu Sheng, der Prinz von Zhongshan. Sheng bekam Liu Zhen, den Herrn von Luchang. Zhen bekam Liu Ang, den Herrn von Pei. Ang bekam Liu Lu, den Herrn von Zhang. Lu bekam Liu Lian, den Herrn von Yishui. Lian bekam Liu Ying, den Herrn von Qinyang. Ying bekam Liu Jian, den Herrn von Anguo. Jian bekam Liu Ai, den Herrn von Guangling. Ai bekam Liu Xia, den Herrn von Jiaoshui. Xia bekam Liu Shu, den Herrn von Zuyi. Shu bekam Liu Yi, den Herrn von Qiyang. Yi bekam Liu Bi, den Herrn von Yuanze. Bi bekam Liu Da, den Herrn von Yingchuan. Da bekam Liu Buyi, den Herrn von Fengling. Buyi bekam Liu Hui, den Herrn von Jichuan. Hui bekam Liu Xiong, den Gouvernor von Zhuo. Xiong bekam Liu Hong, der keinen Posten oder Amt innehatte; und Liu Bei ist sein Sohn.“

Das Grab des Prinzen Jing von Zhongshan steht seit 1988 auf der Liste der Denkmäler der Volksrepublik China.